# Драган Исаиловић
Драган Исаиловић (Београд, 12. јануар 1976) бивши је српски фудбалер.

## Каријера
После две сезоне које је провео у Земуну, прелази у Партизан лета 1997. године. Убрзо је постао љубимац навијача након што је постигао победоносни погодак у победи Партизана од 1:0 над Кроацијом у првом мечу првог кола квалификација за Лигу шампиона. Међутим, елиминисани су након пораза од 0–5 у реванш мечу. Исаиловић је сезону 1997/98. завршио као најбољи стрелац екипе у свим такмичењима, а помогао је тиму да освоји национални куп.
Између 1998. и 2001, Исаиловић је играо за шпански клуб Ваљадолид, али је у три сезоне одиграо само 13 утакмица у Ла Лиги. Потом је прешао у друголигашку екипу Бургос, која је избегла испадање у његовој дебитантској сезони. Међутим, клуб је избачен из лиге због административних проблема.
Исаиловић је играо за репрезентацију СР Југославије до 21 године и постигао четири гола у пет наступа током квалификација за одлазак на првенство Европе 1998.
Његов син Александар је такође фудбалер.

## Успеси
- Партизан
  - Куп СР Југославије: 1997/98.
- АЕК Ларнака
  - Куп Кипра: 2003/04.

## Статистика
| Клуб         | Сезона     | Лига    | Лига   |
| Клуб         | Сезона     | Наступи | Голови |
| ------------ | ---------- | ------- | ------ |
| Партизан     | 1997/98    | 25      | 13     |
| Ваљадолид    | 1998/99.   | 6       | 0      |
| Ваљадолид    | 1999/2000. | 7       | 0      |
| Ваљадолид    | 2000/01.   | 0       | 0      |
| Бургос       | 2001/02.   | 32      | 4      |
| Бургос       | 2002/03.   | 6       | 0      |
| ФК Марко     | 2002/03    | 10      | 2      |
| АЕК Ларнака  | 2003/04.   | 8       | 4      |
| АЕК Ларнака  | 2004/05.   | 12      | 3      |
| Етникос Ахна | 2005/06.   | 12      | 2      |
| Алкојано     | 2006/07.   | 20      | 2      |
| Алки Ларнака | 2007/08.   | 8       | 0      |
| Укупно       | Укупно     | 146     | 30     |